# Zatoka czołowa

Lokalizacja zatok przynosowych

Zatoki przynosowe.

Zatoka czołowa (łac. sinus frontalis) – zazwyczaj parzysta powietrzna przestrzeń w kościach czaszki należąca do zatok przynosowych.
Zatokę czołową prawą i lewą oddziela od siebie przegroda zatok czołowych.
Bydło domowe posiada dobrze rozwiniętą zatokę czołową. Przeżuwacze niewielkich rozmiarów cechują się zatoką czołową zajmującą przednie ¾ kości czołowej. U świni zatoka czołowa jest dobrze rozwinięta, podobnie jak u bydła. U tych gatunków zatoka ta nie ogranicza się do kości czołowej, ale rozciąga się na okoliczne kości, jak kość ciemieniowa, kość międzyciemieniowa, niekiedy nawet kość skroniowa w jej części łuskowej. Pneumatyzacji ulegają również możdżenie przeżuwaczy. U konia jest ona większa, niż u małych przeżuwaczy, ale nie taka, jak u krowy, zajmując cały obszar kości czołowej. Co więcej, u tego ssaka łączy się na z zatoką małżowiny dogrzbietowej od przedniej swej strony. W efekcie można mówić o jednej zatoce, zwanej mianem zatoki małżowinowo-czołowej.
Drapieżne posiadają zatokę czołową zajmującą ¾ przednie kości czołowej, jak u wspomnianych przeżuwaczy.
Zatoka czołowa u człowieka położona jest nad oczodołami, w kości czołowej i może przyjmować różnorodne kształty. Od całkowitego braku zatoki po jednej stronie do rozległych, wielokomorowych (sprzyja to powikłaniom zapalnym, ponieważ tylna ściana zatoki stanowi fragment przedniej ściany przedniego dołu czaszki, co umożliwia drogę szerzenia się zakażenia wewnątrz czaszki w przypadku zapalenia zatoki lub urazu w tej okolicy). Przeciętna pojemność zatoki czołowej to 4-7 ml . 
Rozwój zatoki czołowej zaznacza się dopiero w 5-7. r.ż. i trwa aż do 25-30. r.ż .